# Nicola Albani
Nicola Albani (sinh ngày 15 tháng 4 năm 1981) là một cầu thủ bóng đá người San Marino hiện tại thi đấu cho Olympia Secchiano và Đội tuyển bóng đá quốc gia San Marino. Anh ghi bàn trong trận hòa 1-1 với Latvia. Anh được biết đến với việc bị Colin Hendry đấm cùi chỏ, chứng kiến hậu vệ người Scotland giã từ sự nghiệp bóng đá quốc tế.

## Bàn thắng quốc tế
Tỉ số và kết quả liệt kê bàn thắng của San Marino trước.
| #  | Ngày                | Địa điểm                          | Đối thủ | Tỉ số | Kết quả | Giải đấu                                     |
| -- | ------------------- | --------------------------------- | ------- | ----- | ------- | -------------------------------------------- |
| 1. | 25 tháng 4 năm 2001 | Sân vận động Skonto, Riga, Latvia | Latvia  | 1–1   | 1–1     | Vòng loại giải vô địch bóng đá thế giới 2002 |